# Noël Ott
Noël Ott (15 gennaio 1994) è un giocatore di beach soccer svizzero,   della Nazionale svizzera.

## Carriera
Segna 3 reti contro gli Stati Uniti nella prima giornata del Mondiale del 2019.